# Рендалл, Марк
Марк Рендалл (англ. Mark Rendall; род. 21 октября 1988 года, Торонто, Канада) — канадский актёр.

## Биография
Марк Рендалл родился в Торонто в смешанной иудейско-христианской семье: его отец — Генри Рендалл — иудей, мать Кэти — христианка. Сам Марк отмечает как еврейские, так и христианские праздники. Он был младшим ребёнком в семье: его старшие братья — Дэвид (актёр) и Мэтью.
С 2000 года Рендалл сыграл более 60 ролей на телевидении, в кино и озвучивании. Среди его работ — главная роль в фильме 2004 года «Чайлдстар» и Мик в первом сезоне канадского телесериала «Регенезис». Он сыграл Бастиана Букса в сериале «Сказки из бесконечной истории» и главного героя в «Допросе Майкла Кроу». Он озвучивал телесериалы «Джейн и дракон» и «Трио искривления времени», а также снялся в популярном детском телесериале PBS Kids «Артур» (сезоны 7-8; дубляж 6 сезона). Снялся в нескольких голливудских фильмах.